# Diphyllaphis microtrema
Diphyllaphis microtrema är en insektsart. Diphyllaphis microtrema ingår i släktet Diphyllaphis och familjen långrörsbladlöss. Inga underarter finns listade i Catalogue of Life.